# Milly-la-Forêt
Milly-la-Forêt  [miji la foʁɛ] je francouzská obec v departementu Essonne v regionu Île-de-France. Je chef-lieu kantonu Milly-la-Forêt.

## Poloha
Obec Milly-la-Forêt se nachází asi 51 km jihovýchodně od Paříže. Obklopují ji obce Courances a Moigny-sur-École na severu, Fleury-en-Bière na severovýchodě, Arbonne-la-Forêt na východě, Noisy-sur-École na jihovýchodě, Oncy-sur-École na jihu, Buno-Bonnevaux na jihozápadě, Maisse na západě a Boutigny-sur-Essonne na severozápadě.

## Vývoj počtu obyvatel
Počet obyvatel

## Pamětihodnosti
- Menhir chráněný jako historická památka.[1]
- Kaple Saint-Blaise-des-Simples z 12. století, kterou v roce 1959 vyzdobil Jean Cocteau.[2]
- Zámek z 18. století, přestavba původního z 15. a 16. století.[3]
- Gotický kostel Nanebevzetí Panny Marie.[4]
- Tržnice z roku 1479.[5]

## Partnerská města
- Forest Row, Spojené království
- Morsbach, Německo